# Гробница князя И

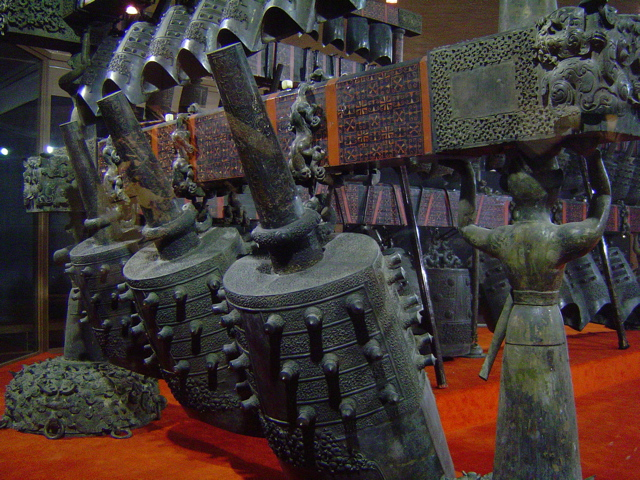
Скульптурная стойка и колокола из Гробницы маркиза И

Гробница князя И (кит. упр. 曾侯乙墓, пиньинь Zēng hóu Yǐ mù, палл.: Цзэн хоу И му, — «гробница цзэнского правителя И») — одно из важнейших археологических открытий XX века, получившее известность благодаря уникальному собранию артефактов (около 7000, из которых исключительную значимость имеют музыкальные инструменты).

## Исторические сведения
«Хоу» И (кит. упр. 侯乙, пиньинь hóu Yǐ, палл. хоу И, — ум. ок. 433 до н. э.) был правителем Цзэн (曾) — маленького царства, существовавшего в V в. до н. э. в бассейне Янцзы и находившегося в вассальском подчинении у царства Чу. Известен только благодаря захоронению, сравниваемому по богатству с гробницей Тутанхамона. Период Воюющих царств, к которому относится захоронение, характеризовался разложением иерархических отношений, свойственных Западному Чжоу. Как следствие, захоронения этого периода отличаются ослаблением религиозного и обрядового характера, пышностью погребальной утвари и меньшим количеством жертвенных убийств (в династии Шан могло исчисляться сотнями человек).

## Обнаружение, археологические находки
Открытие было сделано в Суйчжоу, провинция Хубэй. Зимой 1977 солдаты Освободительной Армии КНР срыли холм Лэйгудунь (擂鼓墩, Léigǔdūn), расчищая площадку для строительства фабрики. Случайно обнаруженная погребальная камера привела на участок археологов. К весне 1978 была расчищена площадь около 220 м², крытая толстыми бревнами; вскрытие обнаружило четыре нетронутые деревянные камеры, по функциям напоминающие помещения дворца.
Северная камера представляла собой арсенал, содержащий более 4 тысяч единиц изделий из бронзы: оружие, доспехи и упряжь для колесниц. В центральной камере, соответствующей церемониальному залу, находилось около 130 ритуальных сосудов и большая часть клада музыкальных инструментов. Восточная камера подразумевала жилые покои господина. Там находился двойной лакированный гроб покойного, мужчины около 45 лет, и еще восемь гробов с телами молодых женщин. Тринадцать других гробов с женскими останками находились в западной камере, предположительно представляющей собой женскую половину дворца.
В одной из камер находился большой арсенал оружия — кинжалы, топоры, копья, алебарды, дротики, луки, стрелы, щиты, военные доспехи и более 3000 наконечников стрел. Это свидетельство того, что маркиз И был не только большим любителем дворцовых удовольствий, но внимательно относился к военному ремеслу.
Захоронение было датировано по надписи на одном из колоколов центральной камеры: она гласила, что колокол представлял собой подарок маркизу И от правителя царства Чу, сделанный в 433 до н. э.
- Набор из 64 ритуальных бронзовых колоколов является наиболее крупным из известных в Китае. На колоколах указаны названия тонов, проливающие свет на китайское музыкознание того времени.

Обнаружены также:
- подвесные каменные «колокола» (編磬 biān qìng)
- бронзовые и деревянные барабаны, тамбурин
- флейты
- инструменты шэн и цинь.

В 1981 в ста метрах от гробницы было обнаружено второе захоронение, содержащее сходный, однако несколько меньший набор предметов, в худшем состоянии. Предположительно, он принадлежал наложнице или отпрыску маркиза.

## Интерпретация и значимость
Музыкальные инструменты центральной камеры позволяют сложить представление о малоизвестной стороне китайского политического ритуала доимперского периода, частично упомянутого в «Трактате о музыке» (Юэ-цзин), а также «Чжоу ли» и «Ши цзин». Часть музыкальных инструментов, находившаяся в камере «внутренних покоев», вероятно, предназначалась для развлекательного ансамбля.
Набор колоколов (64 штуки, разделённых на восемь групп в соответствии с их размерами и тонами) выборочно помечен надписями с точным указанием издаваемой ими пары звуков. Эта акустическая особенность бяньчжун не была известна ни поздней традиционной китайской культуре, ни современному академическому сообществу. Колокола удерживались на большой деревянной, покрытой лаком раме в форме латинской буквы L. Общий вес колоколов почти три тонны. Кроме них в гробнице были обнаружены 27 барабанов, цитры, свирели и флейты, типичные для эпохи Чжоу. Рядом с инструментами покоились останки 21 девушки. Как предполагается, это певицы, музыканты и танцовщицы, которые были принесены в жертву (т. н. сюньцзан zh:殉葬), чтобы продолжить услужение правителю в могиле.
Оркестр из гробницы маркиза И стал толчком для новой волны переосмысления китайской традиционной музыкальной культуры. На данный момент он является крупнейшим собранием музыкальных инструментов среди известных специалистам в истории Древнего мира.

## Примечательные факты
- Маркиз И не упоминается в каких-либо традиционных текстах.
- Надпись на колоколе из царства Чу была известна еще в династии Сун благодаря находке двух аналогичных колоколов в Аньлу (安陸).